# Lindome
Lindome è un'area urbana della Svezia situata nel comune di Mölndal, contea di Västra Götaland.
La popolazione rilevata nel censimento 2010 era di 11 037 abitanti .